# 蒙塔拉 (加利福尼亞州)
蒙塔拉（英語：Montara）是位於美國加利福尼亞州聖馬刁縣的一個人口普查指定地區。

## 地理
蒙塔拉的座標為37°32′23″N 122°30′23″W / 37.53972°N 122.50639°W，而該地最高點為海拔高度30米（即98英尺）。

## 人口
根據2010年美國人口普查的數據，蒙塔拉的面積為10.045平方千米，均為陸地。當地共有人口2909人，而人口密度為每平方千米289人。